# Vidrio Jena
El vidrio Jena, también conocido como Jenaer Glas, es un vidrio resistente al calor y a los golpes que se utiliza en una variedad de campos técnicos y científicos, particularmente en la química.
Otto Schott creó el vidrio en 1884 en Jena, Alemania, donde había fundado Schott AG con Carl Zeiss y Ernst Abbe. Un borosilicato conocido como vidrio de Jena se fabricó inicialmente con aluminio, magnesio, sodio y zinc adicionales. Fue un precursor de otros vidrios de borosilicato que obtuvieron un uso generalizado en el siglo XX, como Pyrex.

## Historia

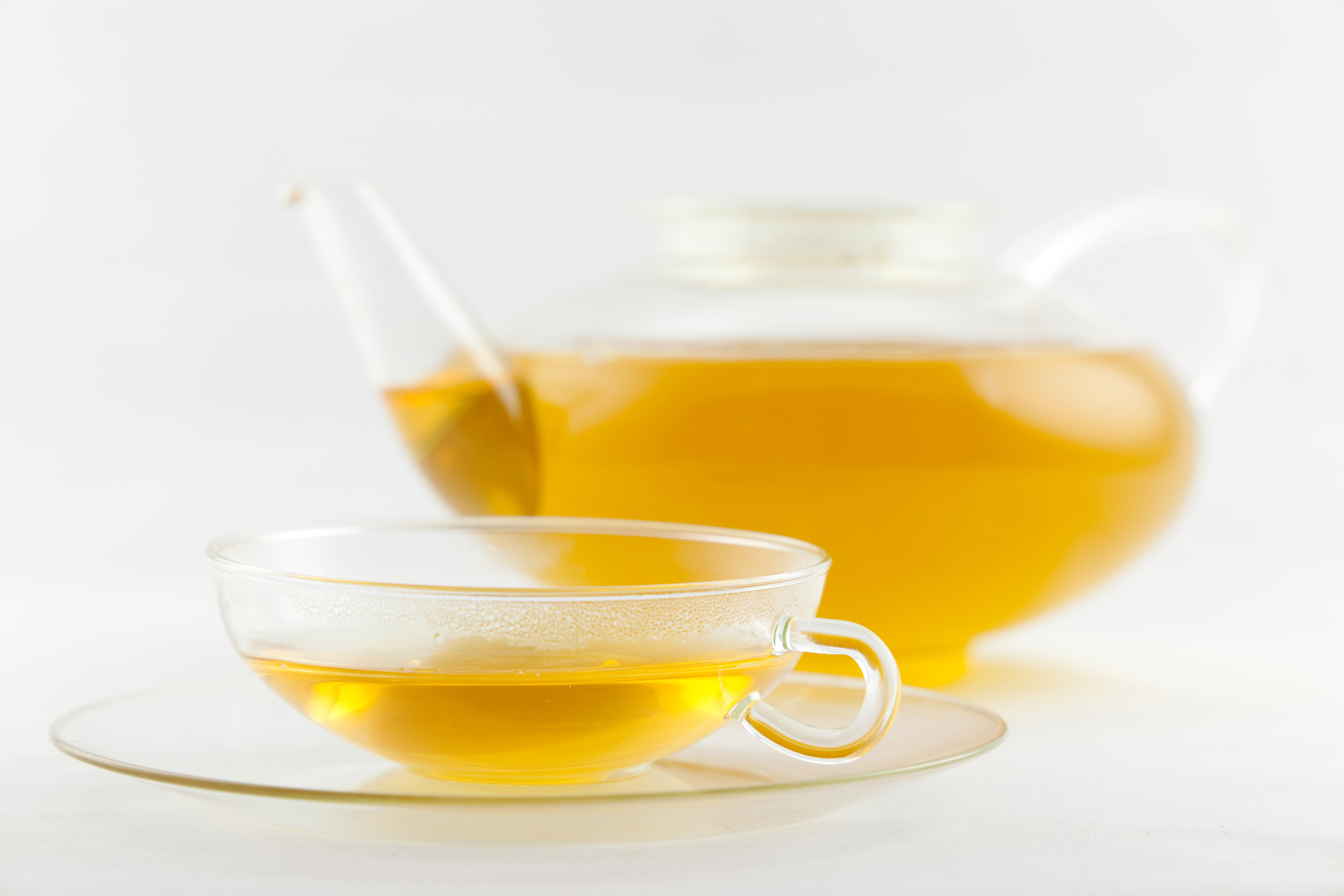
Taza y olla de Wilhelm Wagenfeld.

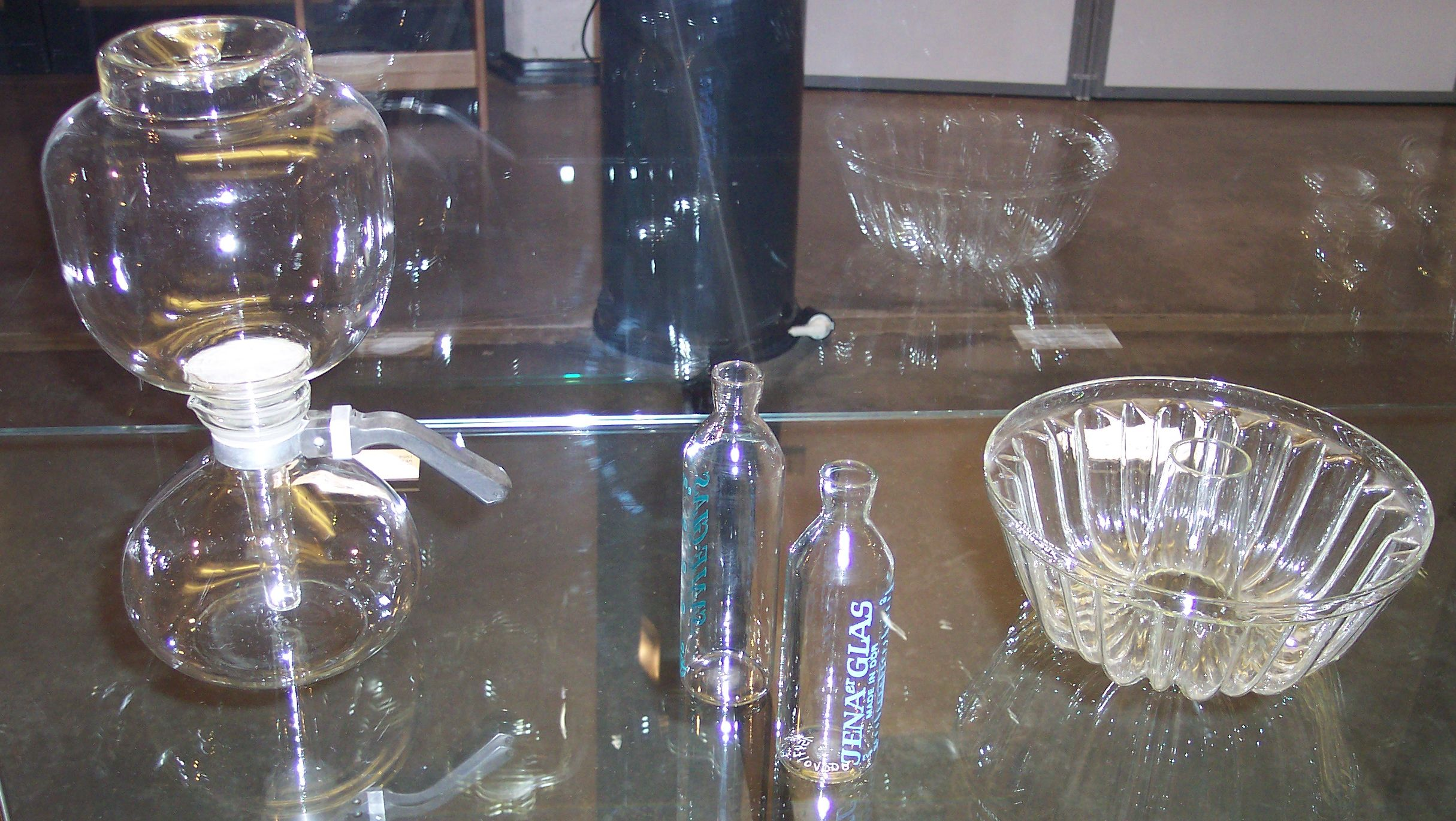
Ejemplos de productos hechos de vidrio de Jena.

Desde la década de 1920, Jena ha fabricado y distribuido vidrio utilitario "ignífugo" bajo la marca comercial JENAer GLAS. Los electrodomésticos tanto para el hogar como para la industria lo utilizaban.
Desde la década de 1920, diseñadores influyentes como Gerhard Marcks, Wilhelm Wagenfeld, Heinrich Löffelhardt, Bruno Mauder, Ilse Decho y Hans Merz han ayudado a dar forma a estos objetos. La campaña publicitaria de la década de 1930 creada por el artista de la Bauhaus László Moholy-Nagy fue un factor importante en su éxito.
El vidrio de Jena era una valiosa fuente de divisas y una exportación codiciada de la RDA a NSW (Territorio Económico No Socialista).
Después de gastar millones de marcos en una nueva línea de producción en la década de 1990, Schott AG dejó de fabricar vidrio de Jena en su sede de Jena a mediados de 2005. El 29 de abril de 2005, el horno de fusión se vació y se apagó. El posprocesamiento finalizó a finales de mayo de 2005.
El nombre de Jenaer Glas permaneció bajo el control de la empresa y, el 1 de enero de 2006, se otorgó una licencia a Zwiesel Kristallglas AG. Desde entonces, Zwiesel Kristallglas AG vende productos en la categoría de artículos para el hogar bajo la marca Jenaer Glas.
Desde 1996, Csonka és Fiai Ltd. ha colaborado con SCHOTT Jenaer Glas GmbH para producir productos de vidrio resistentes al calor. Después de que Schott dejó de producir cristalería para el hogar, Csonka fundó Trendglas Jena GmbH con el exgerente de la división de cristalería para el hogar de Jena Glassworks. Desde 2005, Trendglas Jena continúa produciendo artículos de vidrio para el hogar resistentes al calor utilizando los moldes y equipos originales de la fábrica de vidrio de Jena. Como resultado, la empresa saltó a la fama como uno de los principales productores de productos de vidrio resistentes al calor de Europa.